# Bahnbetriebswerk Erfurt

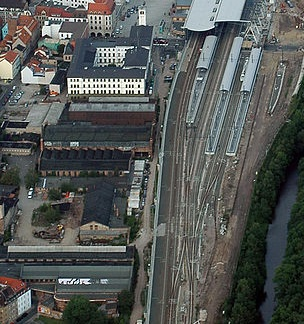
Ehemaliges Bahnbetriebswerk Erfurt von oben

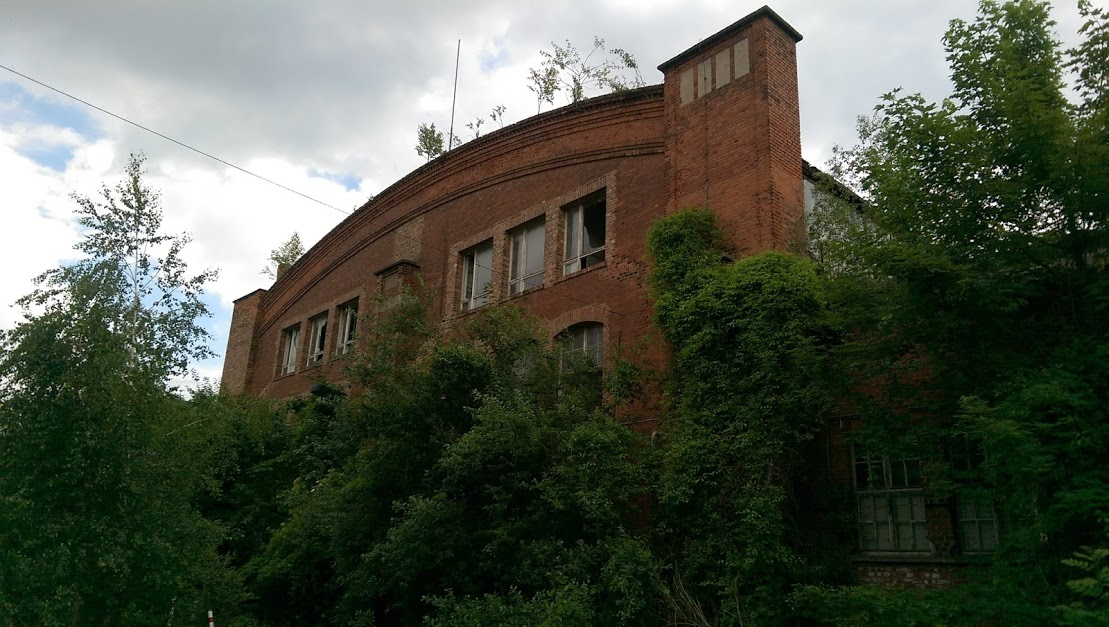
Nordfassade

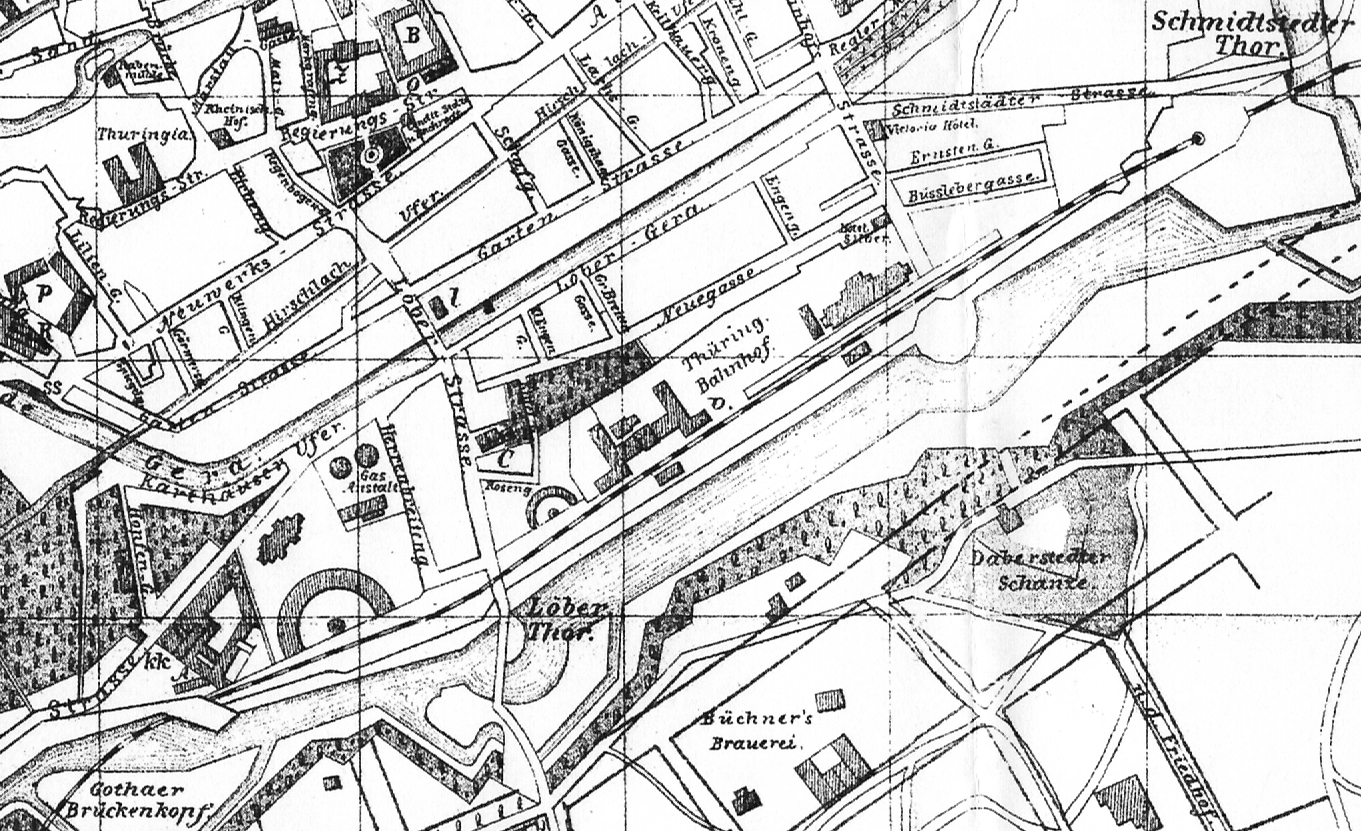
Lageplan 1881 mit noch tiefliegendem Gleis, dem ersten Bahnsteig vor dem alten Empfangsgebäude und den ersten Lokschuppen

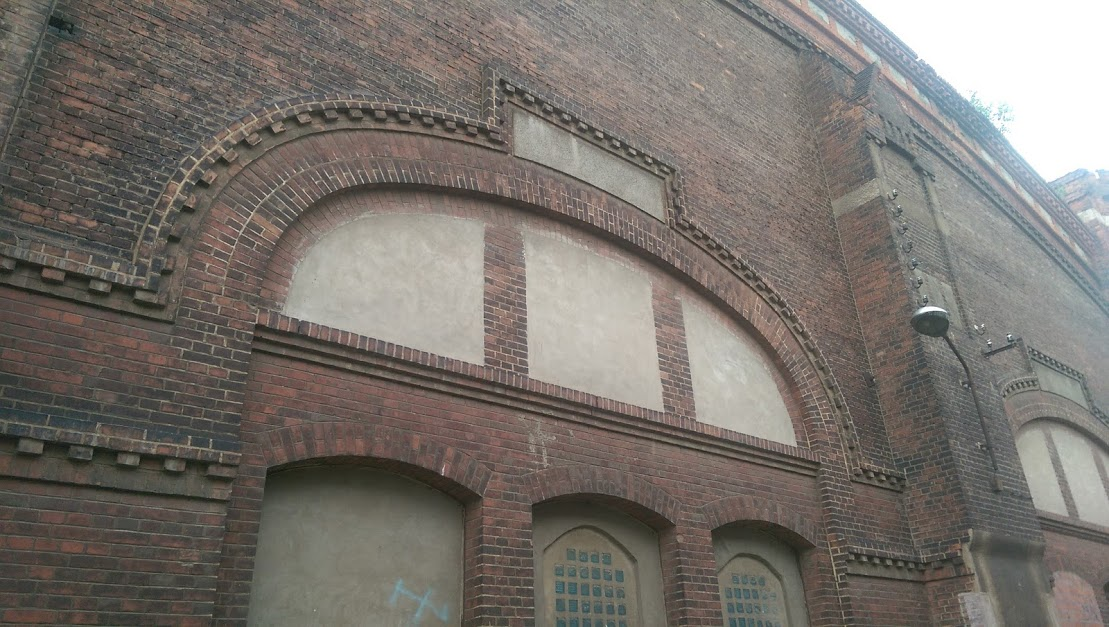
Südfassade

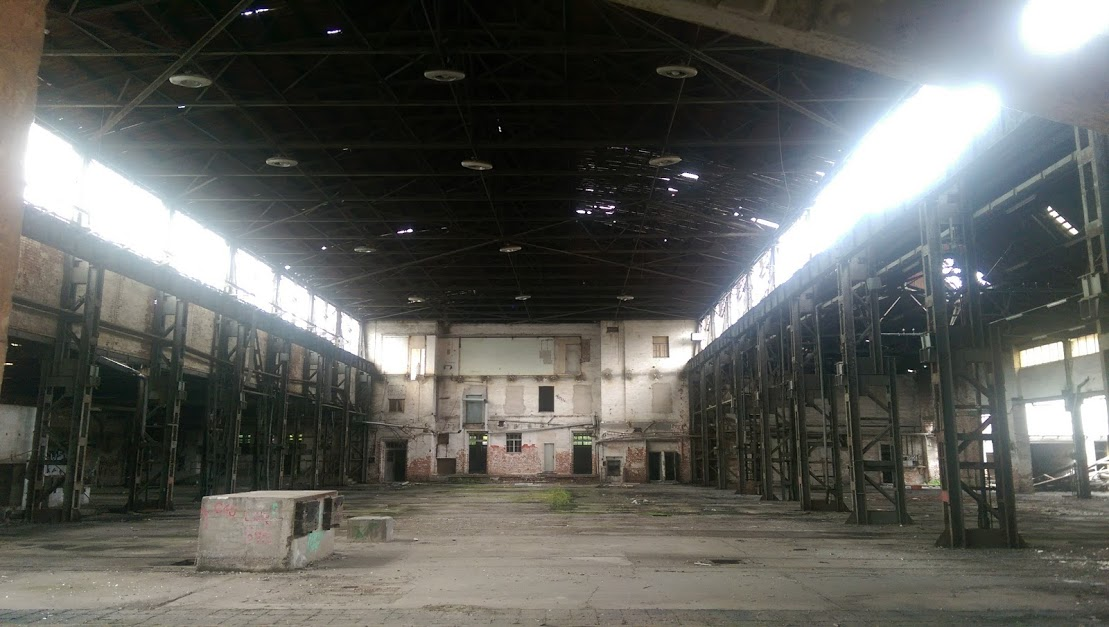
Lokrichthalle

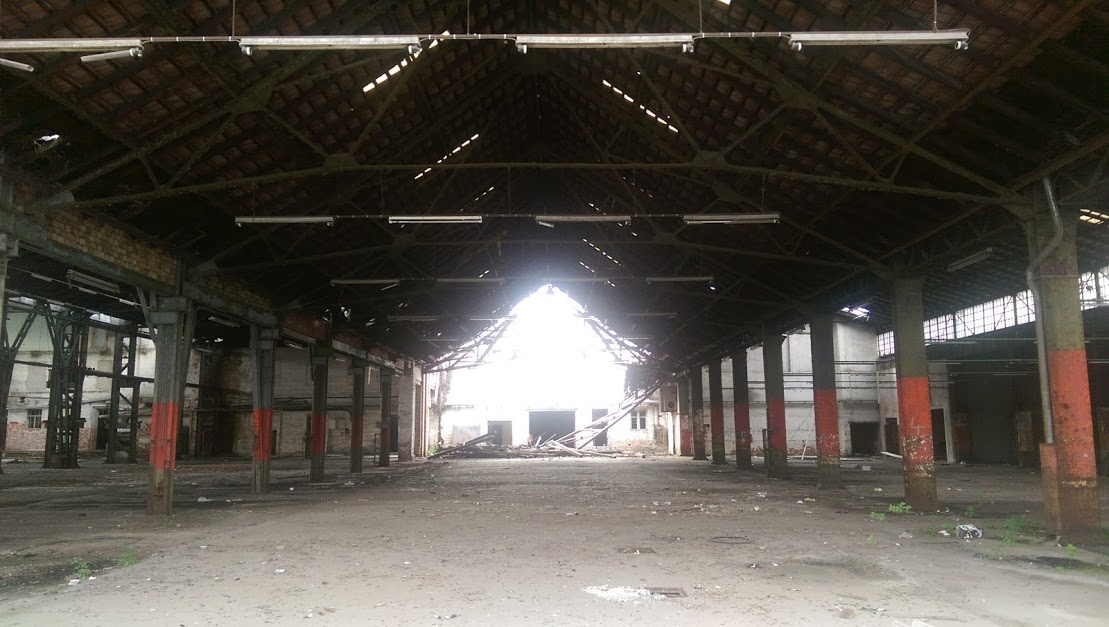
Östliche Halle

Das Bahnbetriebswerk Erfurt (abgekürzt: Bw Erfurt) ist ein ehemaliges Bahnbetriebswerk in Erfurt. Es war von 1847 bis 1968 in Betrieb und wurde nach 1988 durch zwei neue Standorte ergänzt: das Bw Erfurt P an der Weimarischen Straße und das Bw Erfurt G an der Straße "Am Wasserturm". (Letzterer Standort existiert noch heute als Werk Erfurt der DB Regio AG.) Die Denkmalwürdigkeit eines Teiles der erhaltenen Anlagen wurden von der zuständigen Fachbehörde im April 2019 festgestellt.

## Geschichte
Bereits kurz nach Gründung der Thüringischen Eisenbahn-Gesellschaft 1844, vor Fertigstellung des Eisenbahnanschlusses von Erfurt, wurden die ersten Dampflokomotiven bestellt, die einen Platz zur Unterstellung und Wartung benötigten. In Zusammenhang mit dem Bau des Empfangsgebäudes des Erfurter Hauptbahnhofes innerhalb der Erfurter Stadtbefestigung wurden hierfür westlich des Bahnhofes Flächen entlang der Thomasstraße erworben. 1846 wurden die ersten Lokomotiven angeliefert. 1847 entstanden ein erster Lokomotivschuppen, Koksschuppen, Vorrichtungen zum Wassernehmen und ein Werkstattgebäude. 1853 wurde an der Rosengasse ein neuer Lokomotivschuppen mit 22 Ständen gebaut, dessen Drehscheibe 1856 bereits erneuert wurde. 1873 entstand westlich des Löbertors ein weiterer neuer großer Ringlokschuppen. Auch die Hauptwerkstätte wurde mehrfach erneuert und erweitert, so 1856, 1862 und 1873. Die symmetrische, mehrflüglige Anlage, die noch im Stadtplan von 1881 eingezeichnet ist, wurde ab 1876 durch die heute noch vorhandenen großen Werkhallen mit ihren zeittypischen Ziegelfassaden ersetzt.
Von 1888 bis 1894 wurde schließlich im Bereich des neuen Güterbahnhofes an der Weimarischen Straße und Am Wasserturm zweu neue Bahnbetriebswerke erbaut. Ersteres wurde entsprechend Bw Erfurt P genannt, Letzteres Bw Erfurt G. Sein Kernstück war ein großer Rechteckschuppen mit 59 Lok- und Reparaturständen, sechs Hallenschiffen, einer Schiebebühne, zwei Drehscheiben, einem 320 m langen Kohlebansen und einem Wasserturm, der später von der 1935 hierzu erbauten Lütschetalsperre gespeist wurde. Das Bw G galt zu der Zeit als größtes und modernstes Bahnbetriebswerk der Reichsbahndirektion Erfurt.
Die Ausbesserung von Lokomotiven in der alten Werkstätte am Personenbahnhof wurde 1925 aufgegeben, die Aufgaben übernahm das neue Bw Erfurt P. Weiterhin beheimatete das neue Werk die Lokomotiven für die Schnell- und Personenzüge sowie die Rangierloks für den Personenbahnhof.
1968 wurden schließlich die beiden Bahnbetriebswerke im Bereich des Güterbahnhofs im Zuge einer Rationalisierung zum Bw Erfurt zusammengelegt, das bis dahin selbstständige Bw Weimar wurde dem neuen Bw als Einsatzstelle angegliedert. Ein Teil der Werkhallen und Dienstgebäude der alten Werkstätte am Personenbahnhof wurde bis in die 1990er Jahre an die Postverwaltung und Kraftfahrzeugfirmen vermietet.
Die Anlagen im Bereich der Weimarischen Straße (Bw Erfurt P) wurden später aufgegeben, ihre Aufgaben übernahm das weiter östlich gelegene ehemalige Bw Erfurt G.
Am 29. Februar 2012 beschloss der Erfurter Stadtrat die Einleitung vorbereitender Untersuchungen zur Entwicklungsmaßnahme „Bahnhofsquartier (ICE-City)“.
Für die östlich des Hauptbahnhofs gelegenen Flächen des Güterbahnhofes wurde im November 2015 unter dem Titel „ICE-City Teilbereich Ost Neues Schmidtstedter Tor“ von den Architekten Machleidt + Partner aus Berlin in Kooperation mit Mola + Winkelmüller und Sinai ein städtebaulicher Rahmenplan erarbeitet, der Hotels, Büros, Tagungs- und Seminarräumen sowie Läden, Restaurants und Wohnungen vorsieht. Zur Akzentuierung des Bereichs der Straßenunterführung am Schmidtstedter Tor sollen zwei Hochhäuser entstehen.
Die künftige Nutzung des alten Betriebswerkes P westlich des Bahnhofes blieb noch offen. Am 13. Juni 2017 waren die erhaltenen Industriehallen des BwP Gegenstand eines Symposiums über Industriekultur in Thüringen, an dem Vertreter mehrerer Hochschulen und Institute, wie der Technischen Universität Freiberg, der Universität Kassel, der Bauhaus-Universität Weimar, der Universität Köln, des Berliner Zentrums für Industriekultur, des Instituts für Neue Industriekultur Cottbus, der Ferropolis GmbH Dessau, des Regionalverbandes Ruhr und der Denkmalschutzbehörde Erfurt teilnahmen. Dabei wurde unter anderem die Forderung erhoben, die Hallen unter Denkmalschutz zu stellen, zu erhalten und neu zu nutzen. Am 20. Dezember 2017 beschloss der Rat der Stadt Erfurt auf Antrag der SPD-Fraktion, mit dem Freistaat Thüringen Gespräche mit dem Ziel aufzunehmen, das ehemalige „Königliche Bahnbetriebswerk“ als Denkmal der Erfurter Industrie und Verkehrsgeschichte in die Denkmalliste des Landes eintragen zu lassen. Im April 2019 wurden ausreichende geschichtliche, technische und städtebauliche Gründe festgestellt, die eine Aufnahme von Teilen des rezenten Baubestandes des Bahnbetriebswerkes in das Denkmalbuch rechtfertigen.
Das Bahnbetriebswerk G an der Weimarischen Straße, zwischen der Bahnlinie südlich und der Straße Am Wasserturm, ist als „DB Regio Werk Erfurt“ bis heute in Betrieb.